# Alfa Romeo 2000
À ne pas confondre avec Alfa Romeo 2000 de 1971
.
L'Alfa Romeo 2000 est une automobile produite de 1958 à 1961 par le constructeur italien Alfa Romeo. Elle succède à l'Alfa Romeo 1900 et porte le numéro de code usine AR.102. Elle a été présentée lors du Salon International de l'Automobile de Turin en 1957. La version Spider suivra quelques mois plus tard mais il faudra attendre le Salon de Turin 1959 pour voir la version Sprint (Coupé).
Dès sa commercialisation, elle était disponible en deux versions : Berline quatre portes 5/6 places, dessinée par les bureaux Alfa Romeo, et Spider dessinée et construite par le carrossier milanais Touring, qui a toujours travaillé en étroite collaboration avec Alfa Romeo. Le moteur était une évolution du 1 900 cm3, un 4 cylindres en ligne avec 2 arbres à cames en tête de 1 975 cm3, développant 105 Ch dans la berlina et 117 ch pour la Spider.
La version Spider est construite sur la plateforme raccourcie de la Berline. Son empattement est de 2 500 mm contre 2 720 mm de la berline.
En 1960, Alfa Romeo complète la gamme avec la version Coupé, appelée Sprint selon la tradition Alfa Romeo, ce modèle est l'œuvre du jeune Giorgetto Giugiaro alors simple designer chez le maître carrossier Bertone. La 2000 Sprint dispose du même bloc moteur que la Spider. Le dessin de cette Sprint annonce certains éléments de la future Giulia Sprint GT.
La berline est plus connue sous le nom d'Alfa Romeo 2000 (1958) car, en 1971, une autre voiture portant le même nom, a été présentée au public. Cette dernière ne partage aucune pièce avec son ancêtre car elle est basée sur la série Giulia.

## Histoire
Née pour remplacer la 1900 Super, dernière version de la révolutionnaire Alfa Romeo 1900 dont elle reprenait une parties de la mécanique sans gros changements, la nouvelle berline 2000 (code interne AR.102) est présentée au public lors du Salon de l'automobile de Turin en 1957. Les livraisons ont débuté en juin de l'année suivante. Si mécaniquement la berline 2000 ne subit pas de modifications substantielles par rapport à la 1900 Super, hormis l'empattement allongé à 2 720 mm, la carrosserie est entièrement nouvelle et reflète la nouvelle configuration de la voiture, plus orientée vers le confort que vers la sportivité. Même le nom s'éloigne de son ancêtre car la référence « monte » de 1 900 à 2 000 sans aucun changement réel de cylindrée.

## La gamme Alfa Romeo 2000

### 2000 Berline

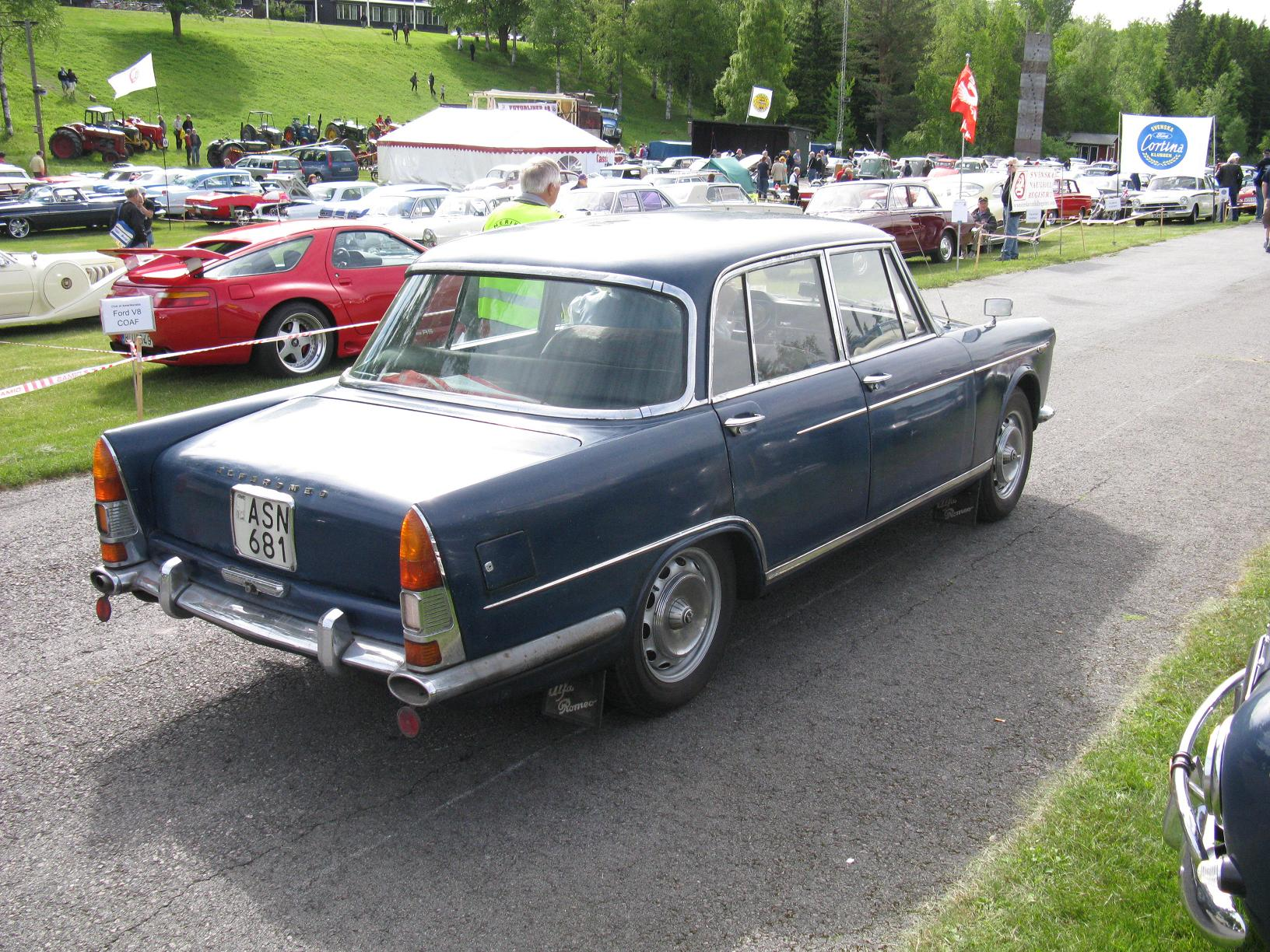
Alfa Romeo 2000 Berline vue arrière

Le moteur de la nouvelle berline Alfa Romeo 2000 est une évolution du moteur monté sur la 1900 Super, un 4 cylindres en ligne de 1 975 cm3 (alésage 84,5 x course 88,0 mm) refroidi par eau avec un bloc en fonte et une culasse en aluminium, une distribution par deux arbres à cames en tête entraînés par une chaîne, des chambres de combustion hémisphériques et un carburateur double corps. Il développe 105 Ch à 5300 tr/min avec un couple de 15,3 kgm (150 N.m) à 3 600 tr/min grâce à un taux de compression de 8,25:1. La boîte de vitesses possède 5 rapports, tous synchronisés, et permet à la voiture de dépasser les 160 km/h.
Comme sur la 1900 Super, les 4 freins sont à tambour à ailettes et de grande taille pour être les plus efficaces et résistants possibles, tandis que la direction est à vis et à galet. Les suspensions suivent la même disposition avec des roues indépendantes à l'avant composées de quadrilatères déformables, de ressorts hélicoïdaux, d'amortisseurs hydrauliques télescopiques non coaxiaux et d'une barre anti-roulis. Les suspensions arrière comprennent un essieu rigide relié au châssis longitudinalement par deux jambes de force en duralumin avec un triangle supérieur, des ressorts hélicoïdaux et des amortisseurs hydrauliques télescopiques coaxiaux.
L'Alfa Romeo 2000 est une berline 4 portes avec une carrosserie en acier avec une ligne plus imposante et anguleuse mais moins sportive que la 1900 Super. La partie avant est dominée par une large calandre comprenant le trilobo typique d'Alfa Romeo, une grille sur toute la largeur dans la partie inférieure qui englobe les feux de position et les clignotants. 
L'habitacle peut accueillir confortablement 6 personnes sur les deux banquettes confortables revêtues de tissu et de vinyle, grâce au levier de vitesses au volant. Le tableau de bord, recouvert d'un matériau antireflet, regroupe un ensemble complet d'instruments de contrôle, compteur de vitesse, compte-tours, niveau de carburant, manomètre de pression d'huile et thermomètre d'eau. Le cendrier est placé au centre du tableau de bord, l'autoradio face au passager avant et les bouches d'aération réglables de la climatisation à chaque extrémité. La boîte à gants est fermée.

### 2000 Spider Touring

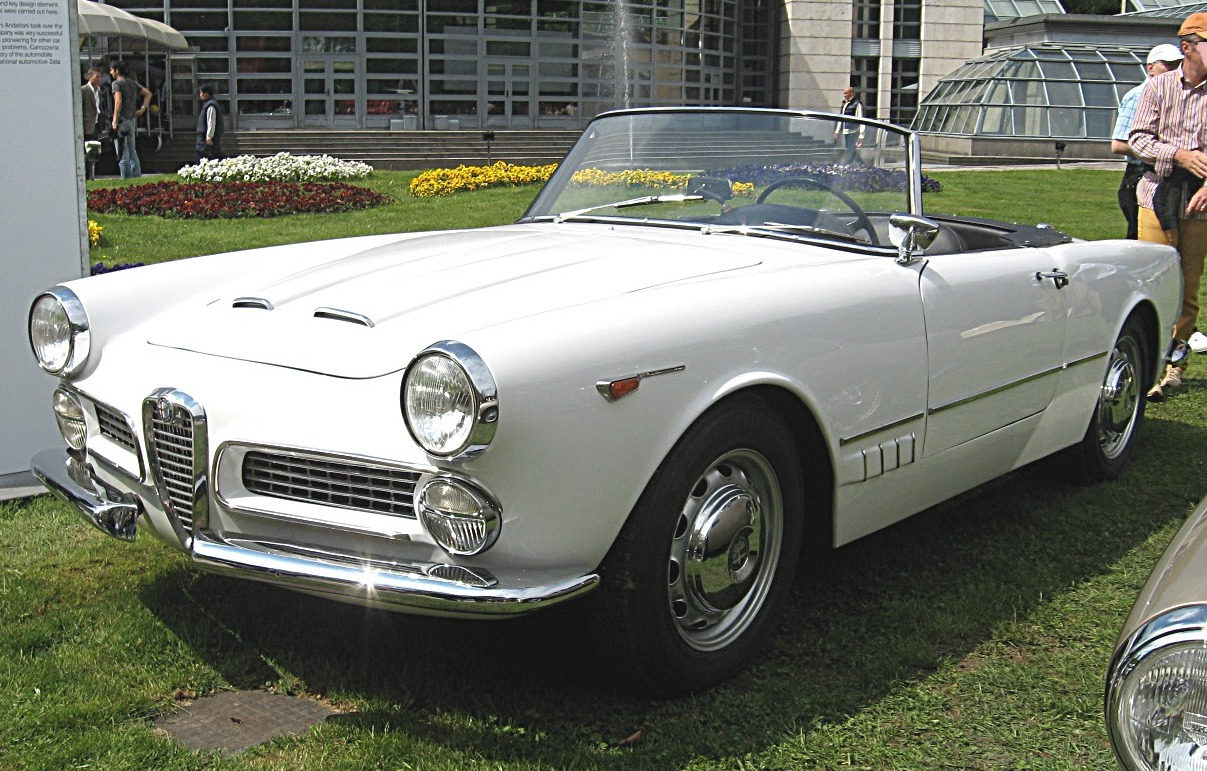
Alfa-Romeo 2000 Spider Touring

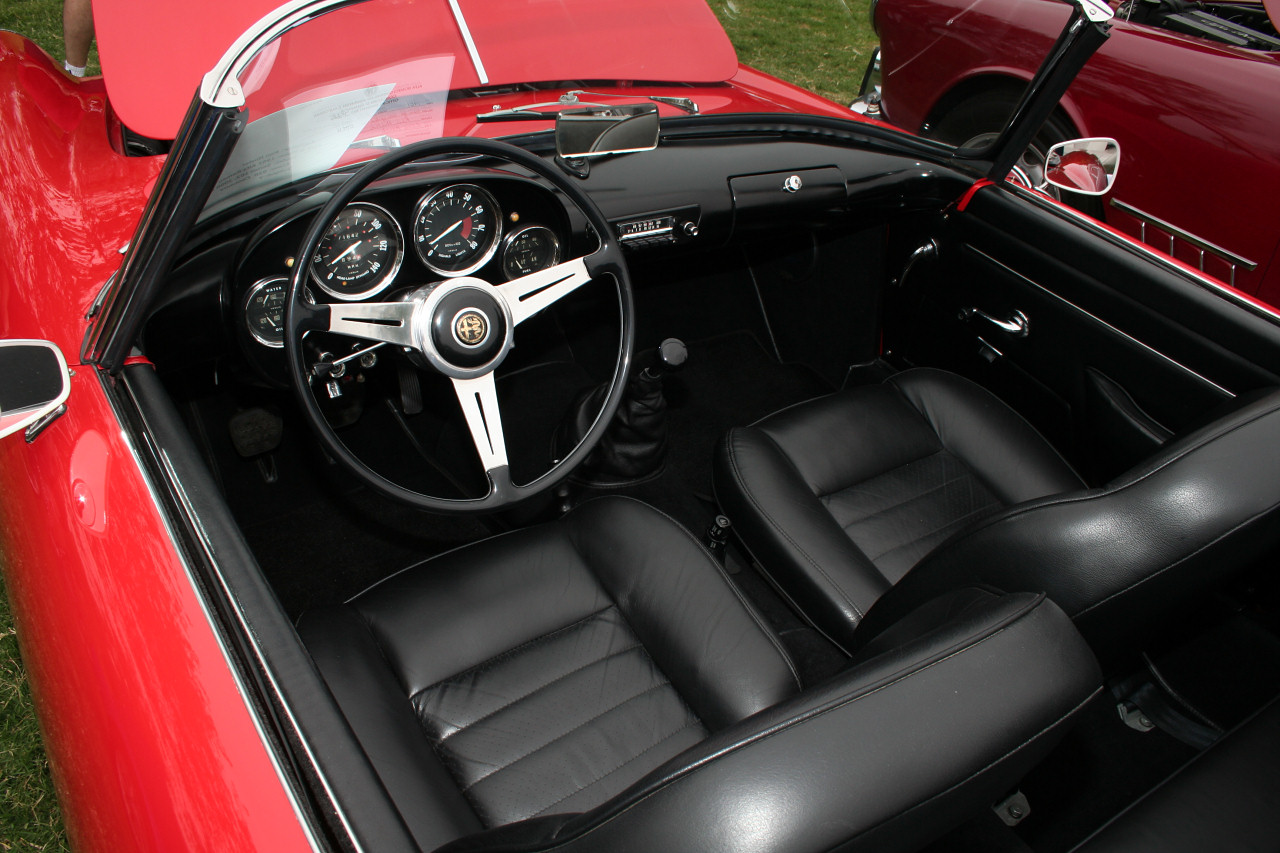
Intérieur de l'Alfa Romeo 2000 Spider Touring

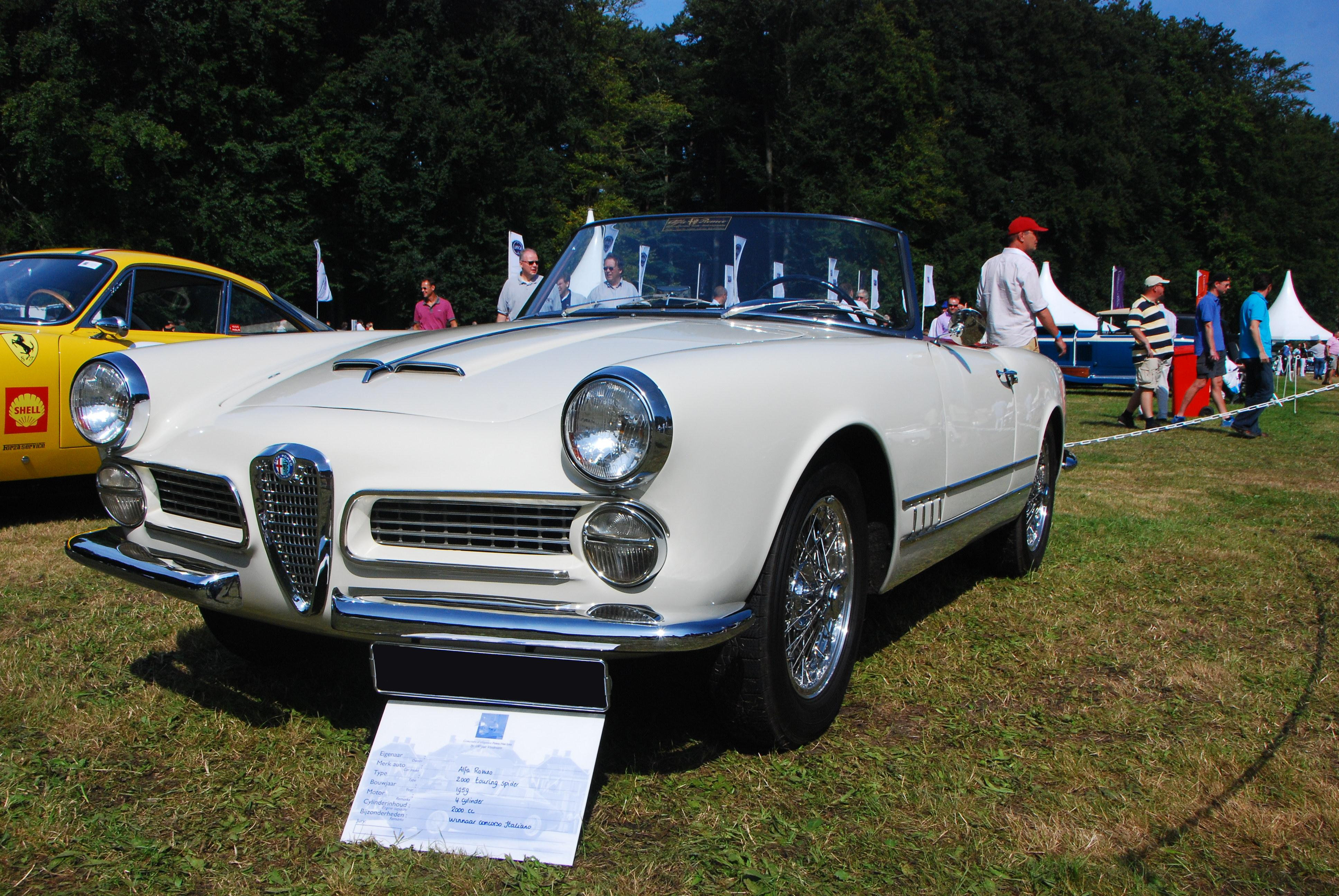
Alfa Romeo 2000 Spider America

En plus de la berline 2000, Alfa Romeo 2000 lance également la version Spider, conçue et construite par l'atelier de carrosserie Touring. Après avoir choisi Pininfarina pour produire la version cabriolet de la 1900, Alfa Romeo décide de confier la construction de la nouvelle 2000 Spider au carrossier milanais Touring qui, à cette époque, se transforme pour devenir un véritable constructeur industriel. Bien que Touring soit connu pour sa construction de carrosserie Superleggera, dans laquelle les panneaux de carrosserie extérieurs sont en aluminium, la Spider 2000 dispose d'une carrosserie monocoque moderne entièrement en acier. Ce choix est motivé par la volonté de bien maîtriser les coûts de production pour éviter les dérives comme avec la précédente SS 1900C « Superleggere ».
La Spider 2000 est donc un roadster classique, une biplace décapotable basée sur le châssis de la berline avec un empattement raccourci de 2 720 mm à 2 500 mm et un moteur boosté à 115 Ch grâce à une augmentation du taux de compression à 8,5:1 et l'adoption de deux carburateurs double corps. La boîte de vitesses est toujours à 5 rapports mais le levier est au plancher, sur le tunnel central. Grâce à ces modifications et à sa carrosserie très profilée, la vitesse atteint 175 km/h.
L'intérieur du spider comprend deux sièges séparés, bien rembourrés et recouverts de vinyle, et un espace derrière les sièges pour d'éventuels bagages supplémentaires. La ligne de la carrosserie n'est pas altérée par la capote qui, une fois ouverte, se replie dans un compartiment spécial. Les options les plus importantes sont le hard-top, les jantes en alliage à rayons avec écrous de fixation et une finition cuir de l'habitacle.

### 2000 Spider «America» Touring

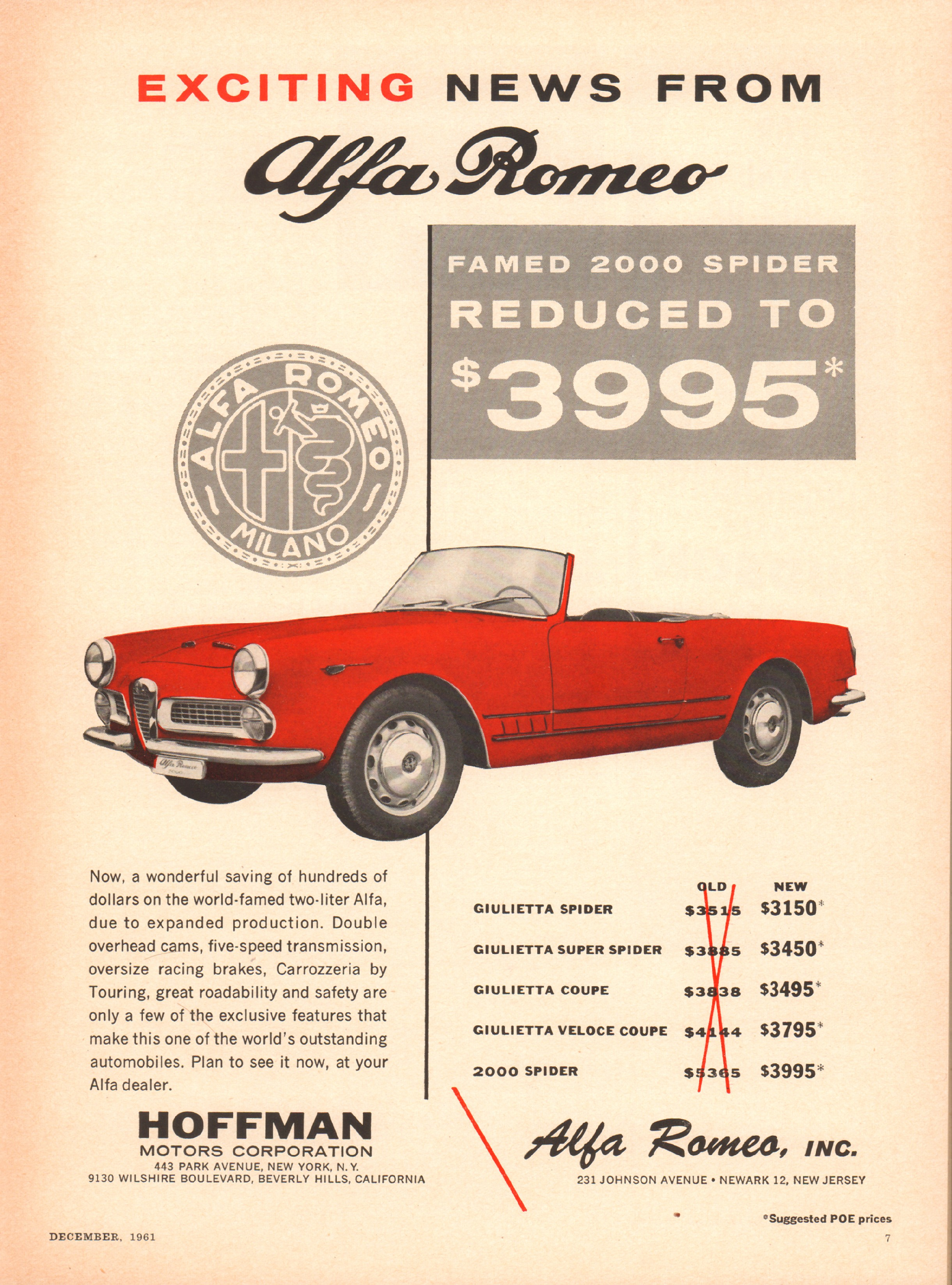
Publicité de l'Alfa Romeo 2000 Spider sur le marché américain

Le succès de la version 2000 Spider a été tel que, pour satisfaire la clientèle américaine et à la demande de l'importateur Max Hoffman, une version spéciale 2000 Spider America est préparée. Les différences avec la Spider 2000 « européenne » se limitent au capot, sur lequel les prises d'air sont rapprochées et séparées par un jonc chromé, aux pare-chocs avant et arrière, au coffre, où le logo Touring remplace le lettrage Alfa Romeo et à la mise en conformité aux normes nord-américaines des instruments de bord et des feux arrière.
À partir de juillet 1961, la 2000 Spider a été également commercialisée sur tous les marchés, en version 2+2, après l'homologation de la banquette arrière.

### 2000 Sprint
La nouvelle série 2000, composée d'une Berline et d'un Spider, n'avait pas encore sa version Coupé, le style de carrosserie qui convient le mieux à une Alfa Romeo. Au début, la production de l'« ancienne » 1900C SS surnommée « Giuliettona », lancée l'année précédente, continuait, mais les meilleurs carrossiers italiens étaient encouragés à s'exercer sur le châssis de la nouvelle Alfa Romeo, qui était également mise à disposition pour que les clients les plus aisés, encore habitués aux voitures « Fuori serie », puissent la faire « habiller » selon leurs goûts. Plusieurs propositions ont été présentées par Pininfarina avec le Coupé Sestriere 2000, de Vignale avec un coupé dessiné par Michelotti, et enfin de Bertone avec deux modèles, une version à deux portes de la berline standard et l'élégant coupé Sole, mais aucune d'entre elles ne fut acceptée.

#### 2000 Sprint Praho Touring

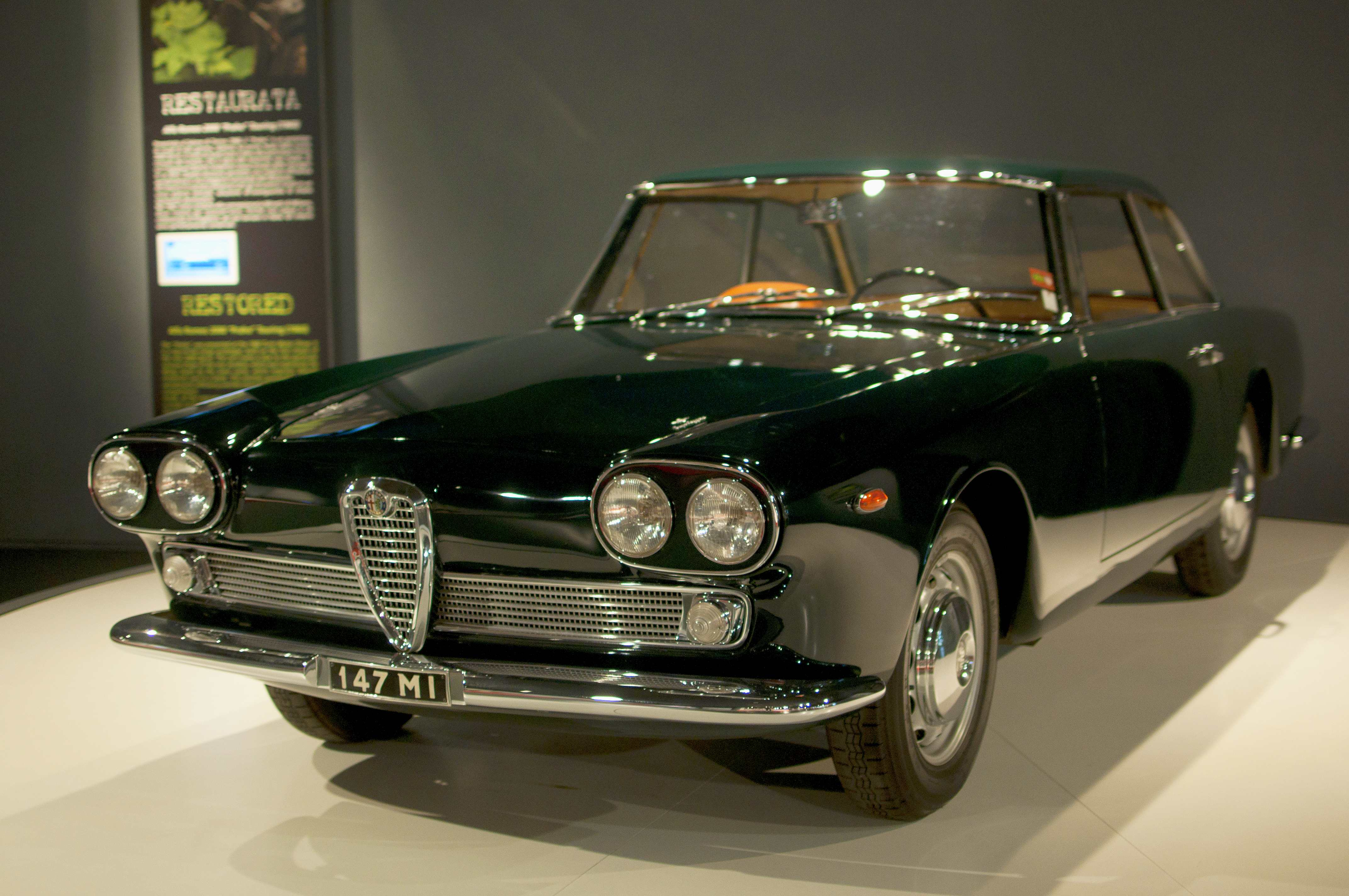
Alfa Romeo 2000 Sprint Praho Touring

En 1960, le constructeur milanais décide de lancer la fabrication d'un nouveau châssis pour la version Sprint avec un empattement de 2 580 mm, d'une longueur intermédiaire entre celui de la Berline et du Spider, équipé avec le moteur de 115 Ch du Spider. La première voiture proposée sur ce châssis est la "2000 Sprint Praho", un coupé luxueux construit par Touring en 1960.
La conception présente trois caractéristiques principales : à l'extérieur, on trouve des phares doubles avec le capot enfoncé au centre et une lunette arrière concave, d'où le nom Praho. (NDR : les prahos sont des bateaux malaisiens typiques avec une poupe concave). A l'intérieur de la voiture, il n'y a pas de tableau de bord traditionnel ; tous les instruments sont regroupés dans une console montée au dessus du tunnel central. La voiture a été présentés au Salon de Turin 1960. Il est resté au stade de prototype, malgré les innovations proposées.

#### 2000 Sprint Bertone

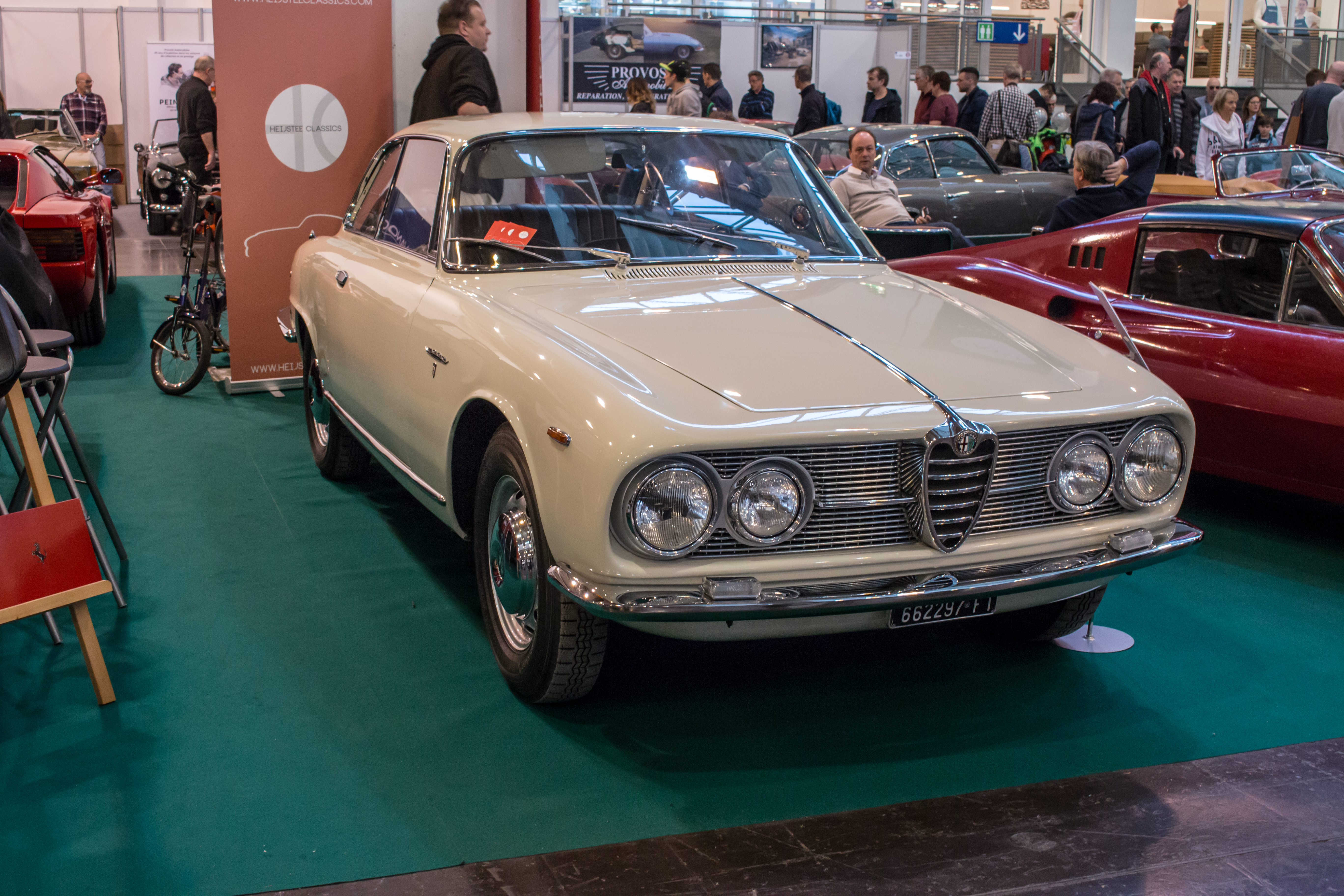
Alfa Romeo 2000 Sprint Bertone (Noter la calandre unique dans laquelle sont intégrés les doubles phares et le "scudetto" Alfa Romeo)

La Praho de Touring est restée au stade du prototype parce qu'en même temps la 2000 Sprint, conçue par Giorgetto Giugiaro pour la carrosserie Bertone, utilisant le même châssis, était présentée. Le modèle a beaucoup plu à la direction d'Alfa Romeo qui a voulu le mettre rapidement en production. Il semble que le design de la face avant, qui était une nouveauté absolue, ait fait pencher la balance en sa faveur. 
Pour la première fois, en effet, la face avant est occupée par une seule ouverture grillagée formant la calandre. Les doubles phares, de diamètre différent, sont insérés à l'intérieur de la calandre plutôt que d'être montés sur la carrosserie, comme sur les modèles précédents. Le "scudetto" Alfa Romeo est modifié et se distingue, dans cette nouvelle configuration, car il ne repose plus sur la tôle. Il acquiert une certaine épaisseur et s'étend également sur le capot via un pli de la carrosserie. La voiture peut accueillir 4 personnes à l'intérieur sur quatre sièges indépendants recouverts de vinyle et de tissu.
La mécanique, à l'exception de l'empattement raccourci de 2 580 mm, reprend celle de la 2000 Spider, le moteur de 117 Ch et une boîte de vitesses à 5 rapports avec levier sur le tunnel central.
Quelques exemplaires de la Sprint 2000, parmi les derniers produits, ont été achetés par la Polizia et affectés à la Squadra mobile. Un exemplaires a été sauvegardé et est exposé au Musée des automobiles de la Polizia.

## Caractéristiques techniques
L'Alfa Romeo 2000 utilise une structure monocoque dans une configuration conventionnelle à le moteur avant et une propulsion arrière. Le moteur est une version du quatre cylindres en ligne de la 1900 dont la cylindrée a été portée à 1 975 cm3. Le bloc est en fonte et la culasse en aluminium. Il développe une puissance de 105 Ch (77 kW) à 5 300 tr/min sur Berline grâce à un seul carburateur tandis que la version sur les Sprint et Spider développe 115 Ch (85 kW) à 5 700 tr/min avec deux carburateurs et un taux de compression plus élevé. Deux arbres à cames en tête entraînés par chaîne actionnent deux soupapes par cylindre. La voiture est dotée, comme toutes les Alfa Romeo, d'une boîte de vitesses à 5 rapports synchronisés.
La suspension avant est à roues indépendantes avec double triangulation tandis que l'arrière est reçoit un essieu rigide. Les quatre roues sont équipées de ressorts hélicoïdaux et d'amortisseurs télescopiques, les pneumatiques sont des Pirelli Cinturato CA67 (en) de taille 165HR400. Le système de freinage est assuré par un double circuit hydraulique avec des freins à tambour.
| Moteurs | Moteurs         | Moteurs             | Moteurs                   | Moteurs      | Moteurs             |
| ------- | --------------- | ------------------- | ------------------------- | ------------ | ------------------- |
| Modèle  | Cylindrée (cm3) | Taux de compression | Puissance Ch SAE (kW)     | Couple (N.m) | Vitesse maxi (km/h) |
| Berline | 1 975           | 8.25:1              | à 5 300 tr/min 105 (77)   | 150          | 161                 |
| Spider  | 1 975           | 8.5:1               | à 5 700 tr/min : 117 (86) | 152          | 177                 |
| Sprint  | 1 975           | 8.5:1               | à 5 700 tr/min : 117 (86) | 152          | 177                 |

### Production
6 961 Alfa Romeo 2000, tous modèles confondus, ont été fabriquées de 1957 à 1962. Elles ont été remplacées par l'Alfa Romeo 2600, présentée en 1961. Les carrosseries de la gamme 2600, berline, coupé et spider, évoluent peu mais sont équipées d'un nouveau moteur 6 cylindres en ligne. 
Le nombre d'exemplaires produits de chacun des modèles Alfa Romeo 2000, modèle haut de gamme, n'est pas très important. Les voitures étaient chères et le marché peu enclin aux véhicules haut de gamme de forte cylindrée. Parmi les 3 modèles, la Sprint (Coupé) est devenu le plus recherché car rare, seuls 704 exemplaires ont été fabriqués en 2 ans.
| Production               | Production      | Production |
| Modèle                   | Années          | Quantité   |
| ------------------------ | --------------- | ---------- |
| Berlina (code AR.102.00) | 1958–1962       | 2799       |
| Spider (code AR.102.04)  | 1958–1961       | 3443       |
| Sprint (code AR.102.05)  | 1959–1962       | 704        |
| Châssis                  |                 | 15         |
| Total 1958–1962          | Total 1958–1962 | 6961       |

## Les Alfa Romeo 2000/2150 brésiliennes

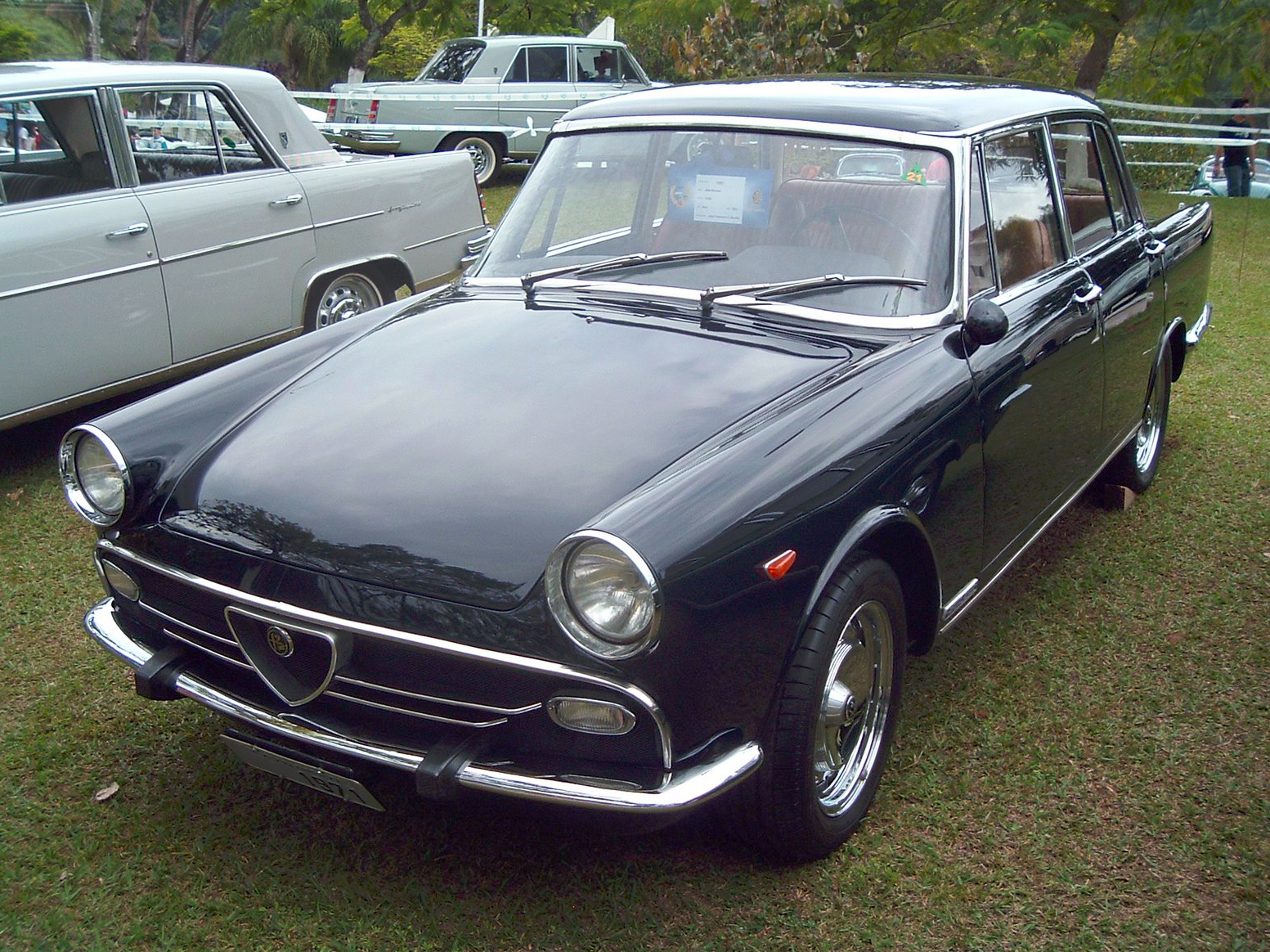
FNM Alfa Romeo 2150

A partir de 1960, l'Alfa Romeo 2000 berline a été fabriquée sous licence au Brésil jusqu'en 1969 par F.N.M. - Fàbrica Nacional de Motores - filiale brésilienne d'Alfa Romeo, sous le label FNM JK, en hommage au 21e Président du Brésil, Juscelino Kubitschek. La FNM JK, renommée FNM 2000 en 1961, est remplacée par la FNM 2150 en 1969. 
En 1974, Alfa Romeo rachète la totalité de sa filiale FNM et lance l'Alfa Romeo 2300, semblable à une grosse Alfetta et signe la disparition de la marque F.N.M.. L'Alfa Romeo 2300 a été fabriquée jusqu'à la reprise d'Alfa Romeo par le groupe FIAT en 1979. Sur les 30 000 exemplaires produits, un certain nombre a été vendu dans les pays d'Europe du Nord, Allemagne et Pays-Bas notamment.